# Alchemilla integribasis
Alchemilla integribasis é uma espécie de rosácea do gênero Alchemilla, pertencente à família Rosaceae.